# Бенси
Бенси (本溪) град је Кини у покрајини Љаонинг. Према процени из 2009. у граду је живело 1.062.002 становника.

## Становништво
Према процени, у граду је 2009. живело 1.062.002 становника.
| 1990.   | 2000.   | 2009.     |
| ------- | ------- | --------- |
| 674.036 | 878.382 | 1.062.002 |